# Carta astral
La carta astral, també anomenada, mapa natal, radix, o nativitat, és un diagrama usat pels astròlegs que representa, des d'una perspectiva geocèntrica, les posicions planetàries en signes i les cases astrològiques que van ocupar en determinat lloc (latitud i longitud) i temps (hora sideral local) en relació amb la data de naixement de cada persona, amb la finalitat de realitzar, sota un cert nombre de tècniques, interpretacions psicològiques o fins i tot predir el futur del consultant.

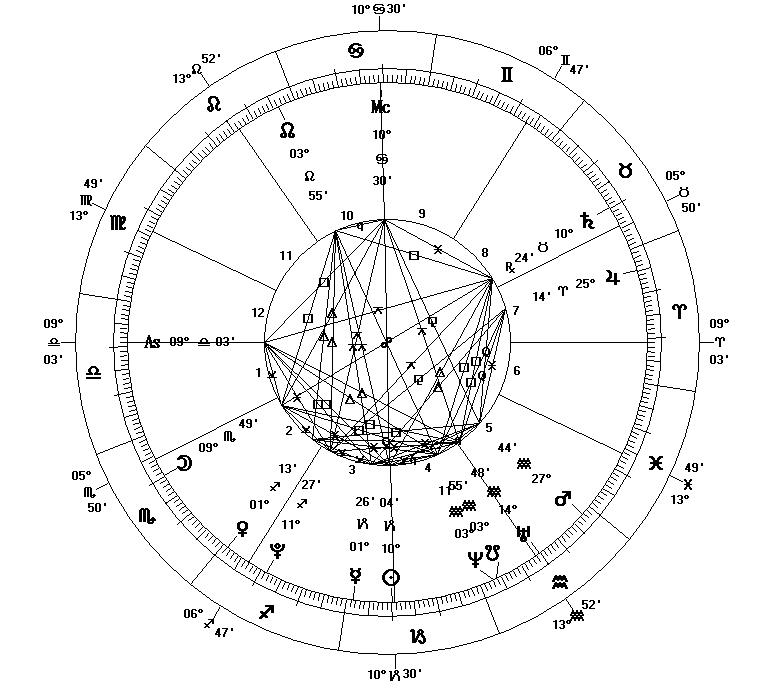
Carta Astral de Reis.

## Components de la carta astral
El diagrama de la carta astral està dissenyat sota la forma d'anells concèntrics dividits en 12 sectors de 30° d'amplitud cadascun, que mitjançant la identificació d'elements i les seves relacions, permeten valorar les situacions preponderants en la vida tant present com futura del consultant. Aquests elements són:

### Els signes zodiacals
Es basa en la divisió de l'Eclíptica en dotze sectors de 30° cadascun. Cada sector compta amb un significat simbòlic basat en el concepte del cicle i en la posició relativa de cadascun dins del període de translació de la terra.
Els noms dels signes del zodíac corresponen als mateixos usats per a designar les 12 constel·lacions de l'eclíptica, però que no necessàriament guarden relació amb aquests, a causa dels canvis produïts en l'eix terrestre, producte de la Precessió dels equinoccis, i la Nutació.
Els astròlegs consideren que els signes zodiacals representen la vestidura psicològica que adquireixen els planetes per la seva presència en ells. Cada signe té unes característiques o energia depenent de la posició del seu sector en l'eclíptica i històricament han estat agrupats i classificats en elements o energies.
Els signes es classifiquen en primer lloc, presos de dos en dos, en Positius i Negatius començant per Àries, que és positiu, es van alternant. Bàsicament, als positius se'ls atribueix extraversió i acció, mentre que als negatius se'ls atribueix introversió i passivitat. També es denominen masculins (els primers) i femenins (els segons).
Si els agrupem de tres en tres, tindrem les Triplicitats, en les quals cada signe està representat per un element: foc, terra, aire o aigua.
Presos de quatre en quatre, tenim les Quadruplicitats o qualitats. Segons aquestes, els signes poden ser: cardinals, fixos o mutables.
Els signes

Els símbols dels signes.

1. Àries simbolitza el renaixement i el seu símbol representa les banyes d'un carner.
2. Taure simbolitza la consolidació i el seu símbol representa el cap d'un toro amb les seves banyes.
3. Bessons simbolitza la consciència concreta i el seu símbol representa les estrelles Càstor i Pòl·lux.
4. Càncer simbolitza la família i el seu símbol representa un cranc.
5. Leo simbolitza la força de la vida i el seu símbol representa la cabellera del Lleó
6. Virgo simbolitza el servei i el treball i el seu símbol representa la collita.
7. Balança simbolitza l'equilibri i l'harmonia i el seu símbol representa la balança.
8. Escorpió simbolitza la passió i el seu símbol representa a l'escorpí.
9. Sagitari simbolitza la consciència superior i el seu símbol representa la fletxa de l'arquer.
10. Capricorn simbolitza la saviesa i el seu símbol representa la muntanya.
11. Aquari simbolitza la revolució i el seu símbol representa el gerro dels vents.
12. Peixos simbolitza la dissolució i el seu símbol representa dos peixos.

### Els planetes
Els planetes en l'astrologia són els actors principals dins del tema de la carta astral, i és necessari advertir que la paraula planeta, en astrologia, no té el mateix significat que en astronomia. Per als astròlegs la denominació planeta inclou, des dels planetes astronòmics coneguts en el sistema solar (Mercuri, Venus, Terra, Mart, Júpiter, Saturn, Urà i Neptú) fins als quals per convencions astronòmiques ja no posseeixen aquesta definició (Ceres i Plutó), L'astrologia també inclou una sèrie d'objectes menors com a asteroides (Pal·las, Vesta, Juno) i cometes (Quiró) que juntament amb els majors El Sol i La Lluna (anomenats lluminàries) reforcen la possible interpretació del tema natal.

Símbols dels planetes.

En astrologia cada planeta té diversos significats, depenent de l'àrea existencial que s'enfoqui. Els significats són els que segueixen:
1. El sol simbolitza l'essència, la personalitat i la forma com enfronten el món.
2. La lluna simbolitza la família, l'estabilitat emocional i la imaginació.
3. Mercuri la ment racional, la intel·ligència i la manera de comunicar.
4. Venus la bellesa, les relacions i la feminitat.
5. Mart la força, l'energia i la masculinitat.
6. Ceres la nutrició i el renaixement.
7. Júpiter el poder, el temperament, l'expansió de la saviesa i la comprensió.
8. Saturn la llei, la restricció, la paternitat i la disciplina.
9. Urà allò original, la revolució o el canvi.
10. Neptú la intuïció, la dissolució i la part espiritual.
11. Plutó la capacitat de transformació o regeneració.

Les dignitats
Depenent del seu emplaçament en els signes zodiacals, els planetes tenen una sèrie d'afinitats o vinculacions específiques que són contemplades sota termes qualitatius i són bàsiques a l'hora de realitzar la interpretació de la carta natal. Són, entre d'altres, la regència, l'exaltació, el detriment i la caiguda.

### Les cases
Les cases astrològiques són divisions que es realitzen de l'espai angular existent entre les línies del Meridià local i de l'Horitzó, tant sobre el cel (semimeridià superior) com sota la Terra (semimeridià inferior). De la intersecció d'aquests angles o eixos, resulten quatre espais: Horitzó Est, part visible i part invisible i Horitzó Oest, visible i invisible. Cadascun d'aquests quatre espais se subdivideix, generalment, en tres parts, depenent del sistema de cases usat, amb la qual cosa s'obtenen dotze cases. Històricament hi ha hagut molts canvis en el sistema de càlcul i es coneixen fins a vint sistemes de divisió de cases.
La casa comença en l'anomenada cúspide (o grau inicial) i s'estén per un sector circular variable fins a la següent cúspide.
No totes les cases es consideren igualment importants, ja que algunes ho són especialment, aquestes són les 4 cases angulars (les cases associades als signes cardinals) 
- - La cúspide de la Casa I (o Ascendent), que astronòmicament és l'Horitzó Aquest és un element de la carta natal (o Punt sensible) d'especial estudi pels astròlegs, ja que determina el planeta regent o governador del tema natal, i òbviament també simbolitza l'ego.
  - La Casa VII, que és el punt oposat a la Casa I (Descendent).
  - La Casa X (Migcel o Medium Coeli), que astronòmicament equival al zenit en el Meridià local.
  - La Casa IV, punt oposat de la Casa X, equival al nadir en el semimeridià inferior.

### Els aspectes
Els aspectes són les distàncies angulars que existeixen entre dues o més planetes. Indiquen com es relacionen diferents facetes de la nostra vida d'acord amb els planetes implicats, així com els signes i cases relacionats amb aquests planetes.
Existeixen aspectes majors, que són els que resulten de dividir el cercle entre 1 (conjunció), entre 2 (oposició), entre 3 (trígono) i entre 4 (quadratura). Els aspectes menors són els que resulten de dividir el cercle entre 5 (quintil), entre 6 (sextil), etc...
Els aspectes majors són els més importants.
Aspectes majors:
- Conjunció 0°: Unió de forces i qualitats.
- Oposició 180è: Dos extrems de la nostra vida en els quals hem d'aconseguir l'equilibri.
- Trígon 120è: Harmonia entre les facetes de la nostra vida relacionades amb els planetes implicats en aquest aspecte.
- Quadratura 90è: Tensió entre els apartats de la nostra vida relacionats amb els planetes implicats. Cal fer una tasca constructiva, prendre una disciplina perquè la influència de tots dos planetes treballin de manera correcta. En tots els casos, implica acció i successos relacionats amb les àrees que connecta. Així mateix, pot manifestar-se en el pla físic.

Si la distància angular entre dos planetes o entre un planeta i un punt sensible no és exactament la d'un "aspecte", és a dir, quan sobra o falta algun grau, es parla d'"orbe", terme d'origen astronòmic. En astrologia natal s'admet que els planetes segueixen aspectats fins i tot quan l'aspecte no és exacte, això és l'orbe, la quantitat de graus que propicien l'activació d'aquests aspectes, encara que es posa un límit admès, depenent del planeta i l'aspecte que es faci amb el planeta. Hi ha astròlegs molt estrictes i uns altres que ho són menys. En astrologia predictiva (direccions i progressions) se solen admetre orbes més estrets o exigents.
Els aspectes es classifiquen en benèfics o harmònics i en malèfics o inharmònics. La primera nomenclatura és arcaica i actualment es considera en desús per la majoria dels astròlegs. L'escola dominant avui dia advoca per considerar que els aspectes inharmònics (normalment els derivats de divisions parelles del cercle) provoquen més tensió i obliguen a superar proves, amb el que el benefici és major, encara que es "pateixi" més.

## Càlcul de la carta astral
Per a calcular una carta astral és necessari saber amb exactitud la data (dia, mes i any) i l'hora (hora i minuts) del naixement de la persona o de l'esdeveniment. També és imprescindible conèixer la latitud i la longitud del lloc (tant del naixement com de l'esdeveniment). Si no es coneix l'hora o el lloc, és impossible establir la posició exacta de les cases, les quals són indispensables per a conèixer, entre d'altres coses, el signe ascendent. La posició dels planetes pot calcular-se a partir de les efemèrides planetàries sense conèixer l'hora, perquè per a la majoria d'ells n'hi ha prou amb saber la seva posició a 0h de Temps Universal, que és com modernament es publiquen aquestes.
L'objectiu dels càlculs que segueixen és trobar l'anomenada A.R.M.C o Ascensió Recta del Migcel, o cúspide de la Casa X, per a poder situar les cases en el mapa natal.
- L'hora de l'esdeveniment (naixement o qualsevol altre) és normalment Hora Oficial. Cal restar les hores d'avançament corresponents (per horari d'estiu o per estalvi energètic).
- Es pren l'Hora Sideral (HS) a 0h de Temps Universal d'unes efemèrides planetàries, per al dia, mes i any que interessi.
- Es converteix la longitud del lloc en graus, minuts i segons en temps (hores, minuts i segons) i se suma a la HS. Si la longitud és Est, es restarà. Amb això hem arribat a la HS per a mitjanit del lloc per al qual es vol aixecar el tema natal.
- A aquest resultat se li sumen les hores, minuts i segons des de les 0h fins a l'hora de naixement. Amb això obtenim la HS en el moment del naixement o ARMC.
- Tenint la ARMC (cúspide de la Casa X), ja es poden calcular la resta de les cases mitjançant la suma de 180° per a obtenir les oposades.
- Se situen els planetes.
- Es calculen els graus de diferència entre els planetes i els punts sensibles de la carta natal. Els punts sensibles són els angles i les parts aràbigues. Si la diferència de longitud correspon a un aspecte (+/- un orbe establert), s'identifica aquesta distància angular com a aspecte.
- Es calculen algunes parts aràbgues.

## Rectificació
Si l'hora de naixement no es pot obtenir, o no és precisa, alguns astròlegs tracten de trobar-la mitjançant una sèrie de tècniques conegudes com a rectificació. Això es fa generalment realitzant una llista d'esdeveniments importants en la vida de la persona, i calculant a quina hora del naixement donaria les progressions més apropiades i/o els trànsits per a aquestes dates. Un altre mètode, sovint combinat amb l'anterior, és buscar l'Ascendent que sembla descriure a la persona amb major precisió - especialment pel que fa a l'aparença física. No obstant això, no tots els astròlegs aproven els sistemes de rectificació, atès que solen ser tècniques inexactes.

## Horòscops en públic
La validesa dels horòscops que es publiquen diàriament en la premsa ha estat intensament debatuda per diversos investigadors fins i tot per aquells que creuen o consideren una influència planetària per cada sector. Basats en el fet que aquesta informació (la que és publicada regularment en mitjans impresos o virtuals) només es basen en la posició dels planetes i els seus aspectes a cada signe en particular, pot ser que això només sigui vàlid per a 1/12 de la població que els llegeix. Fent que la credibilitat de tot el sistema planetari sigui posat en dubte per la població en general augmentat la quantitat d'objectors per cada informació errònia o no conseqüent a les expectatives o circumstàncies dels qui la llegeixen.

## Crítiques
L'interès pels horòscops i el signe zodiacal ha estat molt popular al llarg de la història i avui. Hi ha molts seguidors fidels, des de celebritats fins al públic en general. Amb tants creients, i tal vegada una connexió personal amb l'horòscop o el zodíac, pot ser difícil acceptar que l'astrologia no es basi en evidència científica i que es tracti d'una pseudociencia.

### Crítiques de la psicologia
Les cartes astrals o els signes del zodíac s'utilitzen sovint per a predir els trets de personalitat d'un individu. No obstant això, l'ús de cartes astrals per a predir la personalitat no és vàlid ni de confiança. En un estudi a cegues que va provar la fiabilitat del zodíac per a predir la personalitat, un astròleg va haver de fer coincidir el signe zodiacal d'una persona amb el seu resultat de l'IPC (Inventari de Personalitat de Califòrnia). L'IPC és un mètode de confiança per a determinar la personalitat individual. En un estudi a cegues, es va trobar que els astròlegs no van poder fer coincidir correctament el signe zodiacal amb el resultat de l'IPC més enllà de l'assignació aleatòria. Això significa que l'astrologia no és més que una prova d'atzar i no és una forma de confiança de predir la personalitat.
De la mateixa manera, el signe zodiacal es pot utilitzar per a crear horòscops que prediuen els esdeveniments que succeiran en la vida d'un individu. No obstant això, igual que usar el signe zodiacal per als trets de personalitat, usar-lo per a horòscops tampoc és de confiança. La predicció d'un astròleg per a un horòscop generalment no està relacionada amb la predicció d'un altre astròleg. No obstant això, moltes persones encara creuen que el seu horòscop s'alinea perfectament amb els esdeveniments en les seves vides. Hi ha algunes explicacions possibles per a això. Els horòscops tenen una redacció vaga i es basen en activitats quotidianes comunes. A causa d'això, és més fàcil per a les persones relacionar-se amb aquestes afirmacions i augmentar la seva creença que és una ciència real. A més, les expectatives d'una persona solen portar-la a esbiaixar la forma en què percep la informació, per la qual cosa es confirmen les seves expectatives. En un estudi, els horòscops dels participants es van aparellar amb els esdeveniments del seu dia anterior. Quan als horòscops se'ls va presentar el signe zodiacal del participant, altres participants van tenir més probabilitats d'informar que l'horòscop coincidia amb els esdeveniments del dia anterior en comparació amb quan el seu signe zodiacal no estava present. Això fa que els horòscops semblin de confiança, quan no són vàlids.

### Crítiques científiques
Encara que té els seus defensors, l'astrologia ha estat rebutjada per la comunitat científica. Alguns horòscops basen les seves prediccions en el "moviment" de les estrelles. Tanmateix, això és inexacte, ja que les estrelles en realitat no es mouen, sinó que semblen moure's perquè la Terra gira sobre el seu eix i orbita al voltant del Sol. A més, cap de les respostes donades per l'astrologia es basa realment en la ciència. Segons un astrònom estatunidenc, la raó per la qual les persones depenen dels horòscops s'explica per un fenomen psicològic conegut com a biaix d'autoselecció, que és la tendència dels éssers humans a buscar interpretacions o confirmacions del que ja esperen ser cert. Per tant, la raó per la qual l'astrologia pot semblar que funciona és perquè els nostres cervells estan connectats per a buscar patrons, fins i tot quan cap existeix. Molts professionals de l'astrologia afirmen que l'astrologia és de fet una ciència; no obstant això, malgrat molts assajos i experiments, l'efectivitat i l'evidència científica de l'astrologia encara no s'han demostrat. En conclusió, l'astrologia no té cap mecanisme verificable darrere d'ella i els astròlegs no segueixen cap mena de mètode científic en el seu procés, per la qual cosa no es pot classificar com a ciència.

### Crítica cristiana
En el Cristianisme, molts diuen que la gent no ha d'usar horòscops ni practicar astrologia en general, citant a Deuteronomi 4.19, Deuteronomi 18.10-12 i Isaïes 47:13-14 de la Bíblia. L'evangelista i ministre Billy Graham ha dit: "Déu va fer les estrelles (així com tota la resta en l'univers), però pretenia que fossin un testimoni del seu poder i glòria, no com un mitjà per a guiar-nos o predir el futur".